# Рукометна репрезентација Бугарске
Рукометна репрезентација Бугарске представља Бугарску у међународним такмичењима у рукомету. Налази се под контролом Рукометног савеза Бугарске.

## Учешћа репрезентације на међународним такмичењима

### Олимпијске игре
Није учествовала

### Светска првенства
| Првенство             | Турнир                | Пласман   | ИГ | П | Н | И | ГД  | ГП  | ГР  |
| --------------------- | --------------------- | --------- | -- | - | - | - | --- | --- | --- |
| 1954. до 1970.        | Није се квалификовала | -         | -  | - | - | - | -   | -   | -   |
| Источна Немачка 1974. | Група за 9-12. место  | 11. место | 6  | 2 | 0 | 4 | 110 | 125 | -15 |
| Данска 1978.          | Прва фаза             | 14. место | 3  | 0 | 0 | 3 | 58  | 82  | -24 |
| 1982. до 2011.        | Није се квалификовала | -         | -  | - | - | - | -   | -   | -   |
| Укупно                | 2/22                  |           | 9  | 2 | 0 | 7 | 168 | 207 | -39 |

### Европска првенства
Није учествовала